# Пастушкові
Пастушкові (Rallidae) — родина птахів з ряду журавлеподібних.
Пастушкові — дрібні та середнього розміру лучні, болотяні та частково водяні птахи з дещо видовженою шиєю та невисокими ногами.
Дзьоб дещо сплющений з боків, крила короткі та широкі; літають погано, добре бігають і чудово лазять серед густих трав'янистих рослин. Деякі здатні добре плавати. Зокрема, лиски мають для цього на пальцях спеціальні пласкі розширення — фістони.
Гнізда влаштовують на землі, на густій прим'ятій траві. Кладка з 3—12 яєць. Пташенята виводкові, батьки їх виховують разом. Живляться зеленими частинами рослин, насінням, безхребетними тваринами. Більшість видів активні у сутінках або вночі.

## Класифікація

### Сучасні роди
Родина включає 152 види у 44 родах:
- Пастушок-сіродзьоб (Canirallus) — 1 вид
- Попелястий погонич (Mustelirallus) — 4 види, включає колишні роди Neocrex і Cyanolimnas
- Строкатий пастушок (Pardirallus) — 3 види
- Бурий пастушок (Amaurolimnas) — 1 вид
- Неотропічний пастушок (Aramides) — 8 видів
- Пастушок (Rallus) — 14 видів
- Африканський деркач (Crecopsis) — 1 вид
- Ефіопський пастушок (Rougetius) — 1 вид
- Білогорлий пастушок (Dryolimnas) — 3 види
- Деркач (Crex) — 1 вид
- Сулавеський пастушок (Aramidopsis) — 1 вид
- Левінія (Lewinia) — 4 види
- Гальмаберський пастушок (Habroptila) — 1 вид
- Південний пастушок (Gallirallus) — 1 вид та 16 викопних
- Калаянський пастушок (Aptenorallus) — 1 вид
- Мангровий пастушок (Eulabeornis) — 1 вид
- Cabalus — 2 види
- Hypotaenidia — 8 сучасних видів та 5 вимерлих
- Плямистобока курочка (Porphyriops) — 1 вид
- Погонич (Porzana) — 3 види
- Tribonyx — 2 види
- Мала курочка (Paragallinula) — 1 вид
- Курочка (Gallinula) — 7 видів
- Лиска (Fulica) — 11 видів
- Султанка (Porphyrio) — 12 видів
- Венесуельський пастушок (Micropygia) — 1 вид
- Неотропічний деркач (Rufirallus) — 2 види
- Погонич-пігмей (Coturnicops) — 3 види
- Неотропічний погонич (Laterallus) — 13 видів
- Zapornia — 15 видів
- Азійський погонич (Rallina) — 4 види
- Пастушок-голоок (Gymnocrex) — 3 види
- Червононогий пастушок (Himantornis) — 1 вид
- Новогвінейський пастушок (Megacrex) — 1 вид
- Білобровий погонич (Poliolimnas) — 1 вид
- Буроголовий погонич (Aenigmatolimnas) — 1 вид
- Рогата курочка (Gallicrex) — 1 вид
- Багновик (Amaurornis) — 5 видів

### Вимерлі роди
- Mundia – включає один вид пастушок атлантичний (Mundia elpenor), вимер на початку 1800-х років
- Aphanocrex – один вид пастушок санта-геленський (Aphanocrex podarces), вимер на початку 1500-х років
- Diaphorapteryx – один вид пастушок маорійський (Diaphorapteryx hawkinsi), вимер між 1500 і 1700 роками
- Aphanapteryx – один вид пастушок іржастий (Aphanapteryx bonasia), вимер до 1700 року
- Erythromachus – один вид пастушок родригійський (Erythromachus leguati), вимер до 1760 року
- Cabalus – вимер близько 1900 року
- Capellirallus – не пізніше 1400-х років
- Vitirallus – не пізніше раннього голоцену
- Hovacrex – не пізніше пізнього плейстоцену

## У фауні України
В Україні трапляється 8 видів:
- рід Пастушок (Rallus)
  - Пастушок (Rallus aquaticus Linnaeus, 1758)
- рід Погонич (Porzana)
  - Погонич звичайний (Porzana porzana (Linnaeus, 1766))
  - Погонич малий (Porzana parva (Scopoli, 1769))
  - Погонич-крихітка (Porzana pusilla (Pallas, 1776))
- рід Деркач (Crex)
  - Деркач (Crex crex (Linnaeus, 1758))
- рід Курочка (Gallinula)
  - Курочка водяна (Gallinula chloropus (Linnaeus, 1758))
- рід Султанка (Porphyrio)
  - Султанка (Porphyrio porphyrio (Linnaeus, 1758))
  - Бронзова султанка (Porphyrio alleni)
- рід Лиска (Fulica)
  - Лиска (Fulica atra Linnaeus, 1758)